# Tmesorrhina alpestris
Tmesorrhina alpestris är en skalbaggsart som beskrevs av Hermann Julius Kolbe 1892. Tmesorrhina alpestris ingår i släktet Tmesorrhina och familjen Cetoniidae. Utöver nominatformen finns också underarten T. a. bafutensis.

## Bildgalleri

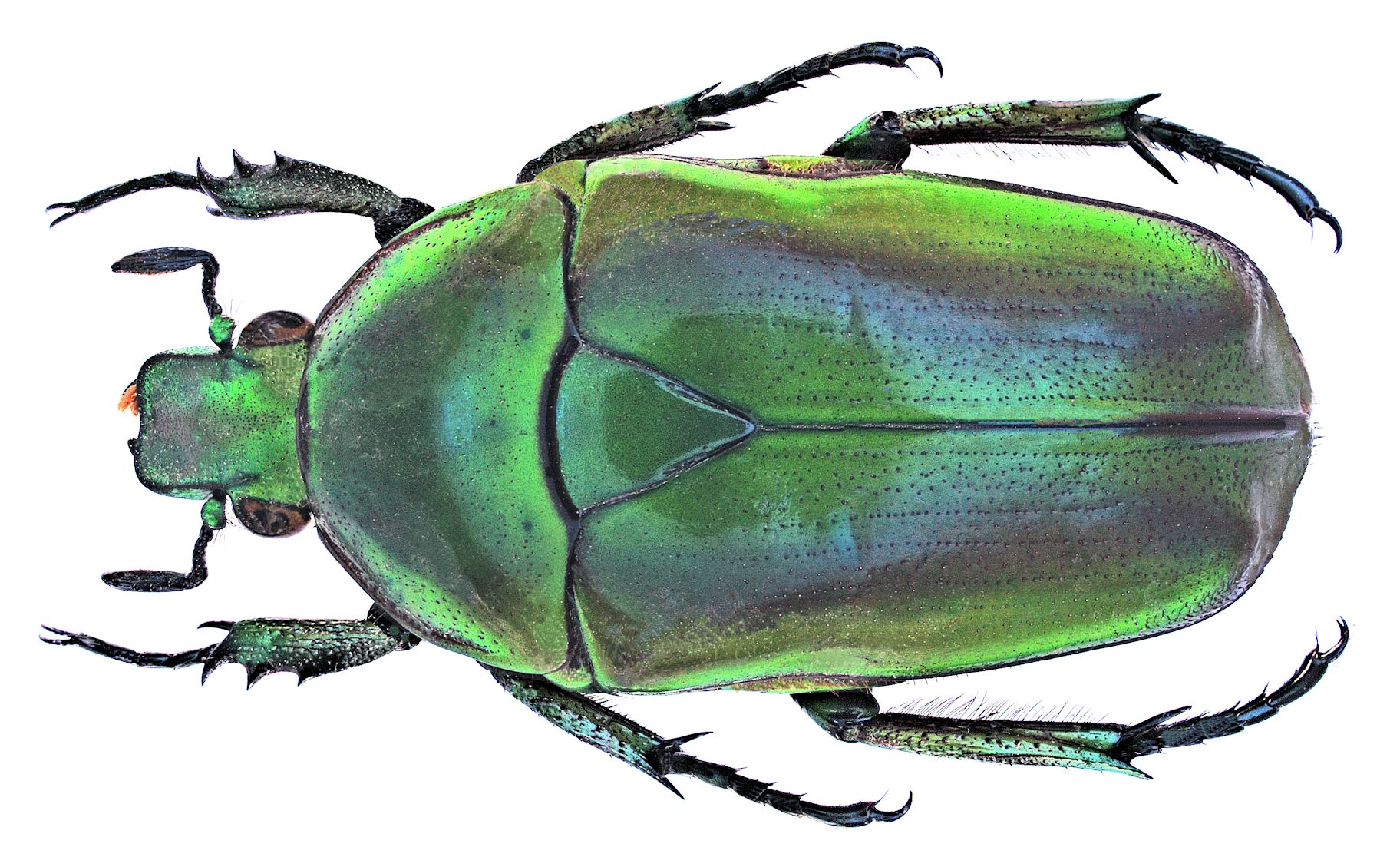